# 王强 (1967年)
王强（1967年10月—），男，汉族，中共党员，中华人民共和国政治人物。长期在北京市任职，2019年作为援藏干部前往西藏自治区任职。现任中共拉萨市委副书记、市人民政府市长。